# Merseyside
Merseyside – hrabstwo ceremonialne i metropolitalne w północno-zachodniej Anglii, w regionie North West England, położone nad Zatoką Liverpoolską i estuarium rzeki Mersey, obejmujące aglomerację miasta Liverpool. Hrabstwo utworzone zostało w 1974 roku na pograniczu historycznych hrabstw Lancashire i Cheshire.
Powierzchnia hrabstwa wynosi 647 km², a liczba ludności – 1,4 mln osób (2016). Największym miastem hrabstwa, jedynym posiadającym status city jest Liverpool, który do czasu likwidacji rady hrabstwa w 1986 roku był ośrodkiem administracyjnym. Innymi większymi miastami Merseyside są St Helens, Southport, Birkenhead, Bootle, Wallasey, Bebington i Crosby.
Zachodnia część hrabstwa znajduje się na półwyspie Wirral, pomiędzy estuariami rzek Dee na zachodzie oraz Mersey na wschodzie. Wschodnia część rozciąga się wzdłuż wschodniego wybrzeża estuarium Mersey oraz Zatoki Liverpoolskiej.
Na północy Merseyside graniczy z hrabstwem Lancashire, na wschodzie z Wielkim Manchesterem, na południu z Cheshire a na zachodzie (poprzez estuarium rzeki Dee) także z Walią.
W hrabstwie używany jest dialekt i akcent Scouse.

## Podział administracyjny
W skład hrabstwa wchodzi pięć dystryktów:
1. Liverpool
2. Sefton
3. Knowsley
4. St Helens
5. Wirral